# De Enno
I de Enno, o d'Enno furono una delle più importanti famiglie aristocratiche del Principato vescovile di Trento. La famiglia si divise in molti rami, alcuni dei quali particolarmente importanti, come quello dei Madruzzo (che ebbe ben quattro principi vescovi tra il 1539 e il 1658) o quello degli Alberti d'Enno, al quale apparteneva Francesco Felice Alberti di Enno, principe vescovo di Trento dal 1758 al 1762. I loro principali possedimenti erano Castel Denno e Castel Corona, nella bassa Val di Non.

## Storia
I signori de Enno al principio del XIII secolo erano i più potenti della Val di Non e avevano possedimenti non soltanto a Denno (Castel Denno), ma anche a Nanno, Portolo, Cunevo (Castel Corona), Termon e Campodenno.
Olurandino de Enno compare per la prima volta in un documento del 1170 come testimone in una sentenza vescovile circa le decime dei novali di castel Trento. Nel 1185 è presente assieme ad altri vassalli del principe vescovo di Trento tra coloro che approvarono il lodo di Enrico I, conte del Tirolo e Riprando di Pergine sulla costruzione dei castelli. Nel 1190 infine compare tra i testimoni nella redazione della carta dei fideles del futuro imperatore del Sacro Romano Impero Enrico VI di Svevia in vista della sua spedizione romana.
La maggior parte dei loro beni erano allodi, ma in seguito all'uccisione da parte dei figli di Olurandino, ovvero Giacomo, Ropreto e Ottolino dei conti di Appiano Federico ed Enrico furono costretti a rassegnare i diritti su Castel Corona e Castel Denno, riottenendoli in feudo nel 1217. Inoltre a garanzia di un bando di mille lire veronesi per la morte di Enrico rinunciarono a tutti i loro possedimenti a Rumo.

## Albero genealogico
|        |        |             |             |             |             |             |           |            |                     |                     |         |          |                                     |                 |                 |            |            |                                     |                                     |          |          |          |          |
|        |        |             |             |             |             |             |           |            |                     |                     |         |          | Olurandino de Enno (doc. 1170-1205) |                 |                 |            |            |                                     |                                     |          |          |          |          |
|        |        |             |             |             |             |             |           |            |                     |                     |         |          |                                     |                 |                 |            |            |                                     |                                     |          |          |          |          |
|        |        |             |             |             |             |             |           |            |                     |                     |         |          |                                     |                 |                 |            |            |                                     |                                     |          |          |          |          |
|        |        |             |             |             |             |             | Giacomo   | Giacomo    |                     |                     |         |          |                                     |                 |                 |            |            | Ropreto                             | Ropreto                             | Ottolino | Ottolino |          |          |
|        |        |             |             |             |             |             |           |            |                     |                     |         |          |                                     |                 |                 |            |            |                                     |                                     |          |          |          |          |
|        |        |             |             |             |             |             |           |            |                     |                     |         |          |                                     |                 |                 |            |            |                                     |                                     |          |          |          |          |
|        |        |             |             |             | Gislimberto | Gislimberto | Enrico    | Enrico     | Federico Olurandino | Federico Olurandino |         |          |                                     | Nicolò di Nanno | Nicolò di Nanno |            |            | Giordano di Nanno (doc. 1254-1280)  | Giordano di Nanno (doc. 1254-1280)  | Odorico  | Odorico  | Federico | Federico |
|        |        |             |             |             |             |             |           |            |                     |                     |         |          |                                     |                 |                 |            |            |                                     |                                     |          |          |          |          |
|        |        |             |             |             |             |             |           |            |                     |                     |         |          |                                     |                 |                 |            |            |                                     |                                     |          |          |          |          |
|        |        |             |             | Gislimberto | Gislimberto | Guglielmo   | Guglielmo | Pellegrino | Pellegrino          | Odorico             | Odorico | Federico | Federico                            | Riprando        | Riprando        | Olurandino | Olurandino | Guglielmo di Nanno (doc. 1290-1355) | Guglielmo di Nanno (doc. 1290-1355) |          |          |          |          |
|        |        |             |             |             |             |             |           |            |                     |                     |         |          |                                     |                 |                 |            |            |                                     |                                     |          |          |          |          |
|        |        |             |             |             |             |             |           |            |                     |                     |         |          |                                     |                 |                 |            |            |                                     |                                     |          |          |          |          |
|        |        | Gabriele    | Gabriele    | Bertoldo    | Bertoldo    | Parmusio    | Parmusio  |            |                     |                     |         |          |                                     |                 |                 |            |            |                                     |                                     |          |          |          |          |
|        |        |             |             |             |             |             |           |            |                     |                     |         |          |                                     |                 |                 |            |            |                                     |                                     |          |          |          |          |
|        |        |             |             |             |             |             |           |            |                     |                     |         |          |                                     |                 |                 |            |            |                                     |                                     |          |          |          |          |
| Nicolò | Nicolò | Gislimberto | Gislimberto | Cristoforo  | Cristoforo  |             |           |            |                     |                     |         |          |                                     |                 |                 |            |            |                                     |                                     |          |          |          |          |